# Ditaxis neomexicana
Ditaxis neomexicana là một loài thực vật có hoa trong họ Đại kích. Loài này được (Müll.Arg.) A.Heller mô tả khoa học đầu tiên năm 1900.